# الكونتشيل
بلدية الكونتشيل (بالإسبانية: Alconchel)‏، هي إحدى بلديات مقاطعة بطليوس، التي تقع في منطقة إكستريمادورا، والتي تقع في غرب إسبانيا.
يبلغ عدد سكانها 2.042 نسمة وفقاً لإحصائية سنة (2002).